# Alberto Gaspar
Alberto Gaspar Filho (São Paulo, 13 de outubro de 1957) é um jornalista brasileiro.

## Biografia
Filho do economista e contador Alberto Gaspar e de Iracema Ferreira Gaspar, Formado pela Escola de Comunicações e Artes da USP, foi correspondente da Rede Globo no Oriente Médio, com base em Jerusalém. E também já foi correspondente da Rede Globo em Buenos Aires. Após  fazer parte da equipe da Globo São Paulo, foi demitido em outubro de 2021. De fevereiro de 2022 até agosto de 2024, apresentou o programa Legião Estrangeira, na TV Cultura de São Paulo.